# Manuel Laranjeira
Manuel Laranjeira (Santa Maria da Feira, Mozelos, 17 de agosto de 1877 - Espinho, 22 de febrero de 1912) fue un médico y escritor portugués.

## Biografía
Manuel Laranjeira nació el 17 de agosto de 1877 a las 20:00 h en São Martinho de Moselos, actual Mozelos, municipio de Santa Maria da Feira, hijo de Domingos Fernandes, albañil, y Maria Francisca Laranjeira, empleada doméstica. Proveniente de una familia modesta, gracias a la herencia recibida de un tío brasileño, Manuel Laranjeira pudo completar sus estudios secundarios. En de esa época Los Filósofos (1898).
Desde muy joven, se dedicó a la poesía y al teatro, colaborando en diversas publicaciones periódicas, como Revista Nova, A Arte, A Voz Pública y O Norte, Arte e Vida (1904-1906), escribiendo crónicas (ahora recopiladas) sobre temas tan diversos como política, crítica social, religión, literatura y otras artes, medicina, filosofía y educación.
En 1898, se instaló en Espinho, en el número 277 de la calle Bandeira Coelho (actual calle 19), y se matriculó en la Escuela Médico-Quirúrgica de Oporto, donde comenzó la licenciatura en Medicina. El prólogo dramático Mañana (1902) data de este período.
Tras graduarse en Medicina (1904), desarrolló intervenciones de carácter social y político. Así, lo vemos actuando políticamente, por ejemplo, en la Comisión de Propaganda del Centro Democrático de Espinho, y entrando en conflictos sociales, con artículos polémicos en la prensa, oponiéndose a los portugueses adinerados llegados de Brasil, o a los médicos de la Facultad de Medicina de Oporto, a quienes criticó duramente. Sus conferencias sobre biología y el drama Às Feras (1905) datan de esta época.
En 1907, comenzó su tesis doctoral, "A doença da Santidade", con la que obtuvo una calificación de 19 sobre 20. Viajó a Madrid, donde visitó el Museo del Prado y mostró interés en establecerse en París, donde se alojaba su amigo y pintor Amadeo de Souza-Cardoso. Manuel Laranjeira fue uno de los primeros en reconocer la calidad artística de Amadeu, a través de los dibujos que su amigo le envió, refiriéndose a él, mientras aún estudiaba en París, como "un artista en el sentido estricto del término".
En 1908, conoció a Miguel de Unamuno en Espinho e intercambió correspondencia con él. La correspondencia de Manuel Laranjeira (toda ella publicada y recopilada) con Unamuno, João de Barros, António Patrício, Afonso Lopes Vieira, Teixeira de Pascoaes, Teófilo Braga, Ramalho Ortigão, Amadeo de Souza-Cardoso, Pedro Blanco, entre otros, es extensa.
Sin embargo, siendo aún joven, sufriendo los efectos de la sífilis nerviosa, decepcionado por la ineptitud de los políticos y por la falta de incentivos culturales en la vida cotidiana del país, sufrió crisis depresivas, oscilando su vida entre el placer y la profunda tristeza y el aburrimiento. Muchos de estos sentimientos moldearon su carácter, reflejado en sus escritos. Esta disposición se acentuó progresivamente y las crisis depresivas se agravaron.
A las 11 de la noche del 22 de febrero de 1912, ya postrado en cama, deprimido y desesperado por la enfermedad, se suicidó disparándose en la cabeza.

## Obra
Autor de obras de teatro, narrativa, ensayos, conferencias, poemas y estudios sobre política, filosofía y religión, su actividad literaria comenzó tempranamente, siendo aún estudiante, como columnista en varias publicaciones periódicas de la época, entre las que destacan: Revista Nova(1901-1902), A Arte y O Norte. Fue amigo y corresponsal de varias figuras intelectuales prominentes, entre ellas Amadeo de Souza-Cardoso, con quien compartió muchas de sus ideas, y del poeta y filósofo español Miguel de Unamuno, amistades de las que se conserva una vasta correspondencia literaria, política y filosófica.
Dotado de un conocimiento enciclopédico y de una vasta cultura literaria y artística (conocía al menos cinco idiomas, lo que le permitió leer en su idioma original los escritos que moldearon el espíritu del siglo XIX), Laranjeira poseía además un espíritu mordaz y directo, lo que lo llevó a intervenir en la vida de su país, presentándose como un espíritu permanentemente insatisfecho con la pequeñez de la sociedad y la cultura que lo rodeaban. En la actualidad, tiene dedicada una escuela en Espinho que lleva su nombre.
Además de algunas obras inéditas publicadas recientemente y otras reeditadas ocasionalmente, sus obras completas, incluida la colección de correspondencia y crónicas dispersas en la prensa de la época, están publicadas en dos volúmenes por ediciones ASA.
Bernard Martocq le dedicó una tesis en la Universidad de Aix-en-Provence, tras algunas páginas de su estudio «Le pessimisme au Portugal (1890-1910)», sep. del volumen V (1972) de los Archivos del Centro Cultural Portugués (París).